# Ernst Behmer
Pour les articles homonymes, voir Behmer.
Ernst Behmer (né le 22 décembre 1875 à Königsberg, mort le 26 février 1938 à Berlin) est un acteur allemand.

## Biographie
Le chimiste de formation joue d'abord en amateur puis a son premier engagement en 1902 au Luisen-Theater à Berlin. Suivent d'autres contrats à Aix-la-Chapelle, Bydgoszcz, Altenbourg, Cassel et Nuremberg. Il s'installe à Berlin en 1908.
Il commence une carrière au cinéma l'année suivante. Il interprète en général des gens simples, mais aussi des originaux, des pères et des notables, souvent d'une manière humoristique. Dans les années 1930, il joue le vieux monsieur dans le cinéma parlant.

## Filmographie
- 1909 : Klebolin klebt alles
- 1915 : Das verschwundene Los
- 1916 : Vom Regen in die Traufe
- 1916 : Bummelstudenten
- 1918 : Ferdinand Lassalle
- 1919 : Staatsanwalt Jordan
- 1921 : Die goldene Kugel
- 1921 : Kean
- 1921 : Der Roman eines Dienstmädchens
- 1923 : Ein Weib, ein Tier, ein Diamant
- 1924 : Par ordre de la Pompadour
- 1924 : Der geheime Agent
- 1925 : Das Mädchen mit der Protektion
- 1926 : Der Liebe Lust und Leid
- 1926 : La Casemate blindée
- 1926 : Rosen aus dem Süden
- 1926 : Die Unehelichen
- 1927 : Frühere Verhältnisse
- 1927 : Der Katzensteg
- 1927 : Der Orlow
- 1928 : Luther – Ein Film der deutschen Reformation
- 1928 : Anastasia, die falsche Zarentochter
- 1928 : Der Biberpelz (de)
- 1928 : La souris bleue
- 1928 : Don Juan in der Mädchenschule
- 1928 : Du sollst nicht stehlen
- 1928 : Herkules Maier
- 1928 : Panik
- 1928 : Un amant sous la terreur
- 1929 : Geheimpolizisten
- 1929 : Sein bester Freund
- 1930 : Die blonde Nachtigall
- 1930 : Ein Burschenlied aus Heidelberg
- 1930 : Die Csikosbaroneß
- 1930 : Fräulein Lausbub
- 1930 : Der Hampelmann
- 1930 : Hokuspokus
- 1930 : Der Liebesmarkt
- 1930 : Menschen im Feuer
- 1930 : Namensheirat
- 1930 : Das Rheinlandmädel
- 1930 : Der Schuß im Tonfilmatelier
- 1930 : Der Tiger
- 1930 : L'Immortel Vagabond
- 1930 : Ein Walzer im Schlafcoupé
- 1931 : Sur le pavé de Berlin
- 1931 : Dienst ist Dienst
- 1931 : Student sein, wenn die Veilchen blühen
- 1931 : Wer nimmt die Liebe ernst…
- 1931 : Zwischen Nacht und Morgen
- 1931  : Les Treize Malles de monsieur O. F. (Die Koffer des Herrn O.F.) d'Alexis Granowsky
- 1931 : Der Schrecken der Garnison
- 1931 : Täter gesucht
- 1931 : Vater geht auf Reisen
- 1932 : Aus einer kleinen Residenz
- 1932 : Das Blaue vom Himmel
- 1932 : Ein blonder Traum
- 1932 : Chauffeur Antoinette
- 1932 : Die eiserne Jungfrau
- 1932 : Der Frechdachs
- 1932 : Der Glückszylinder
- 1932 : Hasenklein kann nichts dafür
- 1932 : Un homme sans nom
- 1932 : Moderne Mitgift
- 1932  : Schuß im Morgengrauen d'Alfred Zeisler
- 1932 : Der schwarze Husar
- 1932 : Der schönste Mann im Staate
- 1932 : Spione im Savoy-Hotel
- 1932 : Strich durch die Rechnung
- 1932 : Unmögliche Liebe
- 1932 : Ballhaus goldener Engel
- 1932 : Zwei Herzen und ein Schlag
- 1932 : Die elf Schill'schen Offiziere
- 1932 : Der weiße Dämon
- 1933 : Die Goldgrube
- 1933 : Die Herren vom Maxim
- 1933 : Le Jeune Hitlérien Quex
- 1933 : Die Nacht im Forsthaus
- 1933 : Das Tankmädel
- 1933 : Ein Unsichtbarer geht durch die Stadt
- 1933 : Viktor und Viktoria
- 1933 : Zwei gute Kameraden
- 1933 : Gretel zieht das große Los
- 1933 : Heideschulmeister Uwe Karsten
- 1933 : Inge und die Millionen
- 1933 : Ist mein Mann nicht fabelhaft?
- 1933 : Poupée blonde
- 1934 : Aufschnitt
- 1934 : Bitte ein Autogramm!
- 1934 : Ferien vom Ich
- 1934 : Ein fideles Büro
- 1934 : Die Freundin eines großen Mannes
- 1934 : Fräulein Liselott
- 1934 : Gold
- 1934 : Der Herr der Welt
- 1934 : Die Liebe und die erste Eisenbahn
- 1934 : Ein Mann will nach Deutschland
- 1934 : Die Medaille
- 1934 : Musik im Blut
- 1934 : Pipin, der Kurze
- 1934 : Der Polizeibericht meldet
- 1934 : Prinzessin Turandot
- 1934 : Ritter wider Willen
- 1934 : Der Vetter aus Dingsda
- 1934 : Was bin ich ohne Dich
- 1934 : Die Welt ohne Maske
- 1934 : Alte Kameraden
- 1934 : Der Schrecken vom Heidekrug
- 1934 : Die vier Musketiere
- 1935 : Der Ammenkönig
- 1935 : Das Einmaleins der Liebe
- 1935 : Ein falscher Fuffziger
- 1935 : Punks kommt aus Amerika
- 1935 : Pygmalion
- 1935 : Die Saat geht auf
- 1935 : Die Werft zum Grauen Hecht
- 1935 : Zimmer zu vermieten
- 1935 : Anschlag auf Schweda
- 1935 : Der höhere Befehl
- 1935 : Der junge Graf
- 1935 : Hilde Petersen postlagernd
- 1936 : Michel Strogoff de Jacques de Baroncelli et Richard Eichberg
- 1936 : Annemarie
- 1936 : L'Étudiant pauvre de Georg Jacoby
- 1936 : Donogoo Tonka
- 1936 : Moscou-Shanghai de Paul Wegener
- 1936 : Christine et son trio
- 1936 : Stadt Anatol de Victor Tourjanski
- 1936 : Verräter de Karl Ritter
- 1936 : Dahinten in der Heide
- 1936 : Flitterwochen
- 1936 : Männer vor der Ehe
- 1937 : Frauenliebe - Frauenleid d'Augusto Genina
- 1937 : Gasparone
- 1937 : Husaren heraus
- 1937 : Cabrioles de Gustaf Gründgens
- 1937 : On a tué Sherlock Holmes de Karl Hartl
- 1937 : Pension Elise Nottebohm
- 1937 : Die Seitensprünge des Herrn Blohm
- 1937 : Les Sept Gifles de Paul Martin
- 1937 : Vor Liebe wird gewarnt
- 1937 : Wie einst im Mai
- 1937 : Gefährliches Spiel
- 1938 : Einmal werd' ich Dir gefallen
- 1938 : Chasse à l'homme
- 1938 : Heiratsschwindler
- 1938 : Jugend
- 1938 : Kameraden auf See
- 1938 : Verklungene Melodie